# قرطق
القرطق (بضم القاف، معرب کرته الفارسية؛ کُرْتا بالأردية) قباء كان أهل جنوب آسيا يلبسونه في الأصل قبل أن ينتشر في بقية المناطق.